# Заболотный, Сергей Вячеславович
Сергей Вячеславович Заболотный (укр. Сергій В'ячеславович Заболотний) — бригадный генерал Вооружённых сил Украины, участник российско-украинской войны.

## Биография
Служил заместителем командира 30-й отдельной механизированной бригады. В 2015-2016 годах полковник Заболотный являлся командиром 58-й отдельной мотопехотной бригады.
По состоянию на 2019 год — руководитель службы Аппарата Совета национальной безопасности и обороны Украины. Затем занимал должность в Министерстве обороны Украины. 
По состоянию на 2022 год был начальником штаба — заместителем начальника Национального университета обороны Украины имени Ивана Черняховского. 

## Воинские звания
- Полковник
- Бригадный генерал (6.12.2022)[4].

## Награды
- Орден Богдана Хмельницкого III степени (2019) — за значительный личный вклад в государственное строительство, укрепление национальной безопасности, социально-экономическое, научно-техническое, культурно-образовательное развитие Украинского государства, весомые трудовые достижения, многолетний добросовестный труд[2]